# Golice
Golice, település Szerbiában, a Raškai körzet Novi Pazar községében.

## Népessége
- 1948-ban 146 lakosa volt.
- 1953-ban 152 lakosa volt.
- 1961-ben 179 lakosa volt.
- 1971-ben 160 lakosa volt.
- 1981-ben 124 lakosa volt.
- 1991-ben 81 lakosa volt.
- 2002-ben 64 lakosa volt, akik mindannyian szerbek.